# Zdeněk Crlík
Zdeněk Crlík je bývalý československý fotbalista, záložník a obránce.

## Fotbalová kariéra
V československé lize hrál za Vítkovické železárny, Slávia Bratislava VŠ a Baník Ostrava. Nastoupil ve 120 ligových utkáních a dal 12 gólů.

## Ligová bilance
| Ročník                                     | Zápasy | Góly | Klub                 |
| ------------------------------------------ | ------ | ---- | -------------------- |
| Celostátní československé mistrovství 1950 | -      | 0    | Vítkovické železárny |
| Mistrovství československé republiky 1951  | -      | 6    | Vítkovické železárny |
| Mistrovství československé republiky 1952  | -      | 2    | Vítkovické železárny |
| Přebor československé republiky 1953       | 13     | 1    | Slávia Bratislava VŠ |
| Přebor československé republiky 1954       | 21     | 3    | Baník Ostrava        |
| Přebor československé republiky 1955       | 11     | 0    | Baník Ostrava        |
| 1. československá fotbalová liga 1956      | 10     | 0    | Baník Ostrava        |
| 1. československá fotbalová liga 1957/58   | 5      | 0    | Baník Ostrava        |
| CELKEM                                     | 120    | 12   |                      |